# Соколски дом (Обреновац)
Соколски дом (Дом палих хероја) у Обреновцу изграђен је и отворен 1932. године као центар спортског и културног живота Обреновца.

## Оснивање
Соколско друштво у Обреновцу основано је 5. априла 1931. године на идеји панславизма око које су била окупљена сва соколска удружења у словенским земљама. Основни задатак друштва било је духовно и телесно усавршавање свих чланова у складу са етичким и демократским принципима које је формулисао оснивач соколства – Мирослав Тирш.

## Изградња
У фебруару 1927. године упућен је јавни позив грађанима и грађанкама Обреновца да дају допринос у новцу и материјалу за изградњу „величанствене и монументалне зграде“ која ће бити „храм над храмовима“ и нека врста обреновачког музеја. Осим Соколског друштва у Дому би била смештена и сва друга културна, хумана и економска друштва и установе, као и три школе – занатско трговачка, женска радничка и гимназија. Припрема терена за изградњу почиње 1929. године у непосредној близини обреновачке основне школе. У пролеће 1930. године почиње изградња самог Дома према пројекту архитекте Момира Коруновића.

## Архитектура
Под утицајем архитектуре прашких породичних кућа Коруновић пројектује низ „соколана“ међу којима и обреновачку, састављену из две зграде са две карактеристичне бочне степеничасте куле увучене према центру фасаде. Куле представљају заштитни знак архитектуре соколских домова које је Коруновић пројектовао.

## Стање данас
Соколски дом је дуго био средиште обреновачког културног живота. Друштвена и природна динамика праћена ратовима и поплавама остављала је траг и на овом објекту. Запостављену зграду Дома почетком 2000-их почиње да реновира Бранислав Јовановић након повратка из дугогодишње емиграције. Велике поплаве које су задесиле Обреновац у мају 2014. године оштећују и зграду Соколског дома. У санацији учествују Спортско-културни центар Обреновац, локална самоуправа, огранак ТЕНТ у оквиру ЈП ЕПС и Центар за очување традиције и културе ТЕНТ. Данас Соколски дом представља један од стубова обреновачког културног и друштвеног живота.